# Oskar Maria Graf
Oskar Maria Graf (Berg, 22 de julio de 1894 - Nueva York, 28 de junio de 1967) fue un escritor germano-estadounidense. Sus novelas Der Abgrund ("El abismo") (1936) y Anton Sittinger (1937) se encuentran entre los "análisis literarios más perspicaces de la relación entre la pequeña burguesía y el fascismo".

## Biografía
Graf nació en Berg, en el Reino de Baviera, situado en el pintoresco paisaje del lago Starnberg, cerca de Múnich. Fue el noveno hijo del panadero Max Graf y su esposa Therese (de soltera Heimrath), la hija de un granjero. A partir de 1900 fue a la escuela estatal de Aufkirchen, en el municipio de Berg. Tras la muerte de su padre en 1906, aprendió el oficio de panadero y trabajó para su hermano Max, que se había hecho cargo de la panadería paterna.
En 1911, con la esperanza de ganarse la vida como poeta, huyó a Múnich para escapar de su hermano que le trataba mal, recurriendo a veces a la violencia contra los miembros de su familia. Se unió a los círculos bohemios y tomó trabajos ocasionales como clasificar el correo y operar un ascensor. En 1912 y 1913, viajó al Cantón del Tesino y al norte de Italia.
El 1 de diciembre de 1914 fue reclutado para el servicio militar. Un año después, publicó su primera historia, en la revista Die Freie Straße ("La calle libre"). En 1916, Graf estuvo a punto de ser sometido a un consejo de guerra por rechazar una orden dada por un oficial superior. Sin embargo, después de una huelga de hambre de diez días, fue enviado a un hospital psiquiátrico y más tarde fue dado de baja del ejército.
El 26 de mayo de 1917 se casó con Karoline Bretting. Un año más tarde, nació su hija Annemarie (13 de junio de 1918-2008), apodada Annamirl. A principios de ese año, Graf fue arrestado por participar en una huelga de trabajadores de municiones. Por la misma época, también conoció a la mujer que más tarde se convertiría en su segunda esposa, Mirjam Sachs, hermana de Manfred George y prima de Nelly Sachs. En 1919, Graf fue arrestado de nuevo por participar en movimientos revolucionarios en Múnich.
En 1920 trabajó como dramaturgo en el teatro obrero Die neue Bühne ("La nueva etapa"), hasta que alcanzó la fama literaria en 1927 con sus memorias Wir sind Gefangene ("Somos prisioneros"), que le permitieron ganarse la vida como escritor independiente.
El 17 de febrero de 1933 viajó a Viena para dar una conferencia, viaje que marcó el comienzo de su exilio voluntario de Alemania. Los libros de Graf no se incluyeron en la quema de libros por los nazis; de hecho, en ese momento, la mayoría de ellos fueron aprobados por los nazis como lectura recomendada. En respuesta, Graf publicó un manifiesto que posteriormente se hizo famoso, Verbrennt mich! ("¡Quemadme!") en el Arbeiterzeitung de Viena.
En 1934, los libros de Graf fueron prohibidos en Alemania. En febrero, emigró a Brno en Checoslovaquia. El 24 de marzo, el Tercer Reich revocó su ciudadanía. Graf dejó Brno para participar en el Primer Congreso de Escritores Socialistas en Moscú.
En 1938, Graf abandonó Europa a través de los Países Bajos, llegando a Nueva York en julio. Mirjam Sachs lo siguió mientras su esposa e hija permanecieron en Alemania. En octubre de 1938 fue nombrado presidente de la Asociación de Escritores Germano-estadounidenses. En 1942, junto con Wieland Herzfelde y otros escritores alemanes en el exilio, fundó la editorial en lengua alemana Aurora-Verlag en Nueva York, que más tarde fue considerada como la sucesora de Malik-Verlag. En 1944, la primera esposa de Graf aceptó finalmente el divorcio, lo que permitió que Graf y Sachs se casaran.
En 1958, Graf se convirtió en ciudadano estadounidense y visitó Europa por primera vez desde la Segunda Guerra Mundial.
En 1960, recibió un doctorado honorario de la Universidad Estatal Wayne de Detroit, "en reconocimiento a su actitud intelectual intransigente". En 1962, fue honrado por la ciudad de Múnich "en reconocimiento a sus importantes obras literarias".
Graf murió en 1967 en Nueva York. Un año después de su muerte, sus cenizas fueron enterradas en el viejo cementerio de Bogenhausen muniqués.

## Obras
- Die Revolutionäre (1918), poesía
- Amen und Anfang (1919), poesía
- Frühzeit (1922), cuentos de juventud
- Ua-Pua! (1921), poesía de nativos americanos, con 30 dibujos de Georg Schrimpf
- Maria Uhden (1921), memoria de una pintora
- Zur freundlichen Erinnerung (1922), novela social
- Bayrisches Lesebücherl (1924)
- Die Traumdeuter (1924), cuentos
- Die Chronik von Flechting (1925), novela
- Finsternis (1926), seis cuentos de campesinos
- Wunderbare Menschen (1927), crónica y autobiografía
- Wir sind Gefangene (1927)
- Licht und Schatten (1927), fábulas sociales
- Bayrisches Dekameron (1928), cuentos
- Die Heimsuchung (1925), novela
- Im Winkel des Lebens (1927), cuentos
- Kalendergeschichten. (1929)
- Das proletarische Schicksal (1929)
- Bolwieser (1931), novela
- Notizbuch des Provinzschriftstellers Oskar Maria Graf (1932), sátira
- Einer gegen alle (1932), novela
- Dorfbanditen (1932)
- Der harte Handel (1935), novela
- Der Abgrund (1936), novela
- Anton Sittinger (1937), novela
- Der Quasterl (1938),
- Das Leben meiner Mutter, (1940)